# Brisbane Transit Centre
Le Brisbane Transit Centre est une gare ferroviaire et routière de Brisbane, dans le Queensland, en Australie. Il est situé immédiatement au nord-ouest du centre d'affaires de Brisbane.